# Meleon russata
Meleon russata är en spindelart som först beskrevs av Simon 1900.  Meleon russata ingår i släktet Meleon och familjen hoppspindlar. Inga underarter finns listade i Catalogue of Life.